# Jan VI (król Portugalii)
Jan VI Bragança (ur. 13 maja 1767 w Lizbonie, zm. 10 marca 1826 tamże) – król Brazylii w latach 1816-1822 i Portugalii w latach 1816-1826.

## Życiorys
Syn portugalskiej pary królewskiej Marii I i Piotra III. Od 1791 z powodu postępującego stanu melancholii i dewocji matki faktycznie kierował sprawami państwa, a od 1799 pełnił obowiązki regenta.
W czasie rewolucji francuskiej próbował bez powodzenia zorganizować koalicję Portugalii, Hiszpanii i Wielkiej Brytanii. Po śmierci Ludwika XVI wypowiedział wojnę Republice Francji. W 1801 wdał się w wojnę z Hiszpanią, w której armia portugalska poniosła klęskę i zmuszona była wypłacić ogromną rekompensatę.
W 1806 odmówił przystąpienia do napoleońskiej blokady kontynentalnej. Był to pretekst do kolejnej wojny z Francją. W 1807 Portugalia została zajęta przez wojska napoleońskie, a Jan VI wraz z rodziną został zmuszony do ucieczki z Europy. Udał się do Ameryki Południowej, gdzie proklamował utworzenie Królestwa Brazylii, a następnie na wzór angielski przekształcił podległe mu terytoria w Zjednoczone Królestwo Portugalii, Brazylii i Algarve.
Mimo że w 1808 Portugalia została oswobodzona z okupacji francuskiej nie zdecydował się na powrót do Europy. Dwór królewski rezydował w Rio de Janeiro, w Lizbonie w imieniu rodziny królewskiej władzę sprawowała rada regencyjna. W 1816 przejął pełnię władzy jako król Portugalii i Brazylii. W Ameryce Południowej zaangażował się w rozwój Królestwa Brazylii oraz wojnę o niepodległość kolonii hiszpańskich. Wysłał portugalskie siły zbrojne do Zjednoczonych Prowincji Rio de La Plata. Wmieszanie się w wewnętrzne sprawy byłych kolonii hiszpańskich zakończyło się przyłączeniem Urugwaju do Brazylii. Prowadząc politykę usamodzielnienia Brazylii spod wpływów metropolii doprowadził w krótkim czasie do ruiny gospodarczej Portugalii, która była uzależniona od dostaw surowców z kolonii w Ameryce Południowej.
W 1820 w związku z rewolucją liberalną został zmuszony do powrotu do Portugalii. Po przybyciu do Lizbony w 1821 zaprzysiągł konstytucję zmieniającą ustrój państwa. Poparcie udzielone kręgom reformatorów w Portugalii doprowadziło do buntu w rodzinie królewskiej. Cofnięcie przywilejów gwarantujących samorządność Brazylii wywołało sprzeciw syna króla, Piotra, który ogłosił suwerenność byłej kolonii, zdetronizował ojca i koronował się na cesarza. W Portugalii przeciwko Janowi VI wystąpił z kolei drugi syn, Michał, który wywołał powstanie konserwatystów i dążył do przywrócenia absolutyzmu.
Rebelię w Portugalii udało mu się zdławić w 1824 z pomocą wojsk angielskich. Jan VI nie zdołał jednak podporządkować sobie z powrotem Brazylii i w 1825 ostatecznie uznał jej pełną niezależność.
Przed śmiercią regentką Portugalii wyznaczył córkę Izabelę Marię. Nie wskazał jednak następcy tronu, co spowodowało kilkuletni kryzys i wojnę pomiędzy jego dwoma synami – Michałem i Piotrem – o władzę.

## Życie prywatne
W 1785 ożenił się z infantką hiszpańską Charlottą Joachimą Burbon. Ze związku pochodziło dziewięcioro dzieci:
- Maria Teresa – księżniczka Beira
- Antoni – książę Beira
- Maria Izabela – królowa Hiszpanii
- Piotr IV – król Portugalii i cesarz Brazylii
- Maria Franciszka – hrabina Molina
- Izabela Maria – regentka Portugalii
- Michał I – król Portugalii
- Maria da Assunção
- Anna de Jesus

## Odznaczenia
Portugalskie
- Wstęga Trzech Orderów
- Wielki Mistrz Orderu Wieży i Miecza (restaurator w 1808)
- Wielki Mistrz Orderu Chrystusa
- Wielki Mistrz Orderu Św. Benedykta z Avis
- Wielki Mistrz Orderu Św. Jakuba od Miecza
- Wielki Mistrz Orderu Vila Viçosa (fundator w 1818)
- Krzyż Wielki Orderu Świętego Jana Jerozolimskiego

Zagraniczne
- Order Złotego Runa (Hiszpania, 1799)
- Order Karola III (Hiszpania, 1801)
- Order Świętego Ferdynanda (Hiszpania)
- Order Legii Honorowej (Francja, 1805)
- Order Izabeli Katolickiej (Hiszpania, 1818)
- Order Świętego Stefana (Austro-Węgry, 1818)
- Order Leopolda (Austro-Węgry, 1818)
- Order Korony Żelaznej (Austro-Węgry, 1818)
- Order Podwiązki (Anglia, 1822)
- Order Ducha Świętego (Francja, 1823)
- Order Świętego Ludwika (Francja)
- Order Świętego Michała (Francja, 1823)
- Order Świętego Andrzeja (Rosja, 1823)
- Order Świętego Aleksandra Newskiego (Rosja, 1823)
- Order Świętej Anny (Rosja, 1823)
- Order Słonia (Dania, 1823)
- Order Lwa Niderlandzkiego (Holandia, 1824)
- Order Orła Czarnego (Prusy, 1825)